# Našice
Našice este un oraș în cantonul Osijek-Baranja, Croația, având o populație de 16.224 de locuitori (2011).

## Demografie
Componența etnică a orașului Našice
     Croați (88,04%)
     Slovaci (6,64%)
     Sârbi (3,62%)
     Necunoscut (0,49%)
     Neclasificat (0,9%)
Componența confesională a orașului Našice
     Catolici (91,93%)
     Ortodocși (3,45%)
     Fără religie și atei (1,63%)
     Necunoscută (1,26%)
     Alte religii (1,73%)
Conform recensământului din 2011, orașul Našice avea 16.224 de locuitori. Din punct de vedere etnic, majoritatea locuitorilor (88,04%) erau croați, existând și minorități de slovaci (6,64%) și sârbi (3,62%). Apartenența etnică nu este cunoscută în cazul a 0,49% din locuitori. Din punct de vedere confesional, majoritatea locuitorilor (91,93%) erau catolici, existând și minorități de ortodocși (3,45%) și persoane fără religie și atei (1,63%). Pentru 1,26% din locuitori nu este cunoscută apartenența confesională.